# Jagdgeschwader 101
A Jagdgeschwader 101 foi uma asa de treino de pilotagem de caças da Luftwaffe, durante a Alemanha Nazi. Formada em Werneuchen a partir da Jagdfliegerschule 1, operou vários aviões de treino. Esta unidade também operou o primeiro Messerschmitt Bf 109 bilugar. Mais tarde, um Fw 190 de dois lugares também foi construído. Ambas as aeronaves eram para treino, podendo voar com o aluno e o instrutor a bordo. A JG 101 foi extinta no dia 16 de Abril de 1945 e o seu efectivo foi transferido para duas unidades: a 10. Fallschirm-Jäger-Division e a 11. Fallschirm-Jäger-Division.

## Comandantes
- Oberstleutnant Erich von Selle, a partir de 15 de dezembro de 1942[1]
- Major Walter Nowotny, a partir de 1 de abril de 1944[1]
- Major Hans Knauth, a partir de 11 de setembro de 1944[1]